# Robert Carradine
Robert Reed Carradine (født 24. marts 1954) er en amerikansk skuespiller .
Carradines første filmrolle var i 1972 i filmen The Cowboys overfor Roscoe Lee Browne og John Wayne . På trods af en lang og succesfuld filmkarriere, er Carradine nok mest kendt for at fremstille broderskabspræsidenten Lewis Skolnick i Revenge of the Nerds serie af komedie film samt faderen Sam McGuire i Disney Channel sitcom'en Lizzie McGuire.